# Anh Tài Thư Viện
Anh Tài Thư Viện (tiếng Trung: 英才書院; bính âm: Yīngcái Shūyuàn) là một học viện cũ trước đây ở Hậu Long, Miêu Lật, Đài Loan.

## Lịch sử
Học viện được xây dựng với kinh phí 91 triệu NT$.

## Kiến trúc
Học viện được thiết kế mang phong cách Mân Nam. Nó bao gồm cầu, sân vườn và hồ nước.

## Vận chuyển
Từ phía Tây ga Miêu Lật của Đường sắt cao tốc Đài Loan có thể đi bộ đến đây.